# Kurt Beutler (Theologe)
Kurt Beutler (* 1960 in Affoltern am Albis im Kanton Zürich) ist ein Schweizer evangelischer Theologe, Pastor, Arabist, Islamkenner und Buchautor.

## Leben
Beutler wurde in Affoltern am Albis im Kanton Zürich geboren und wuchs in der Stadt Bern auf. Er studierte an der Universität Bern und am London Bible College evangelische Theologie. Danach ließ er sich als Theologe im Bund Evangelischer Gemeinden (Newlife), einer Freikirche, in Bern anstellen. Es folgten Aufenthalte in Japan, Ägypten und im Libanon. Nach seiner Rückkehr in die Schweiz war er acht Jahre für die Heilsarmee in Zürich tätig; er gründete und leitete dort den Bereich Open Heart, einen Treffpunkt für Randgruppen im Langstrassenquartier. Heute ist er Mitarbeiter bei MEOS in Zürich und arbeitet als interkultureller Berater.
Beutler ist verheiratet mit Mona, einer Ägypterin, sie haben zwei erwachsene Töchter und leben im Raum Zürich.

## Wirken
Aufgrund seiner theologischen Ausbildung, seiner Aufenthalte im Nahen Osten und seiner angeeigneten Arabischkenntnisse ist er mit dem Koran und der Alltagsrealität von Muslimen vertraut und ist so zum Islamkenner geworden. Aus diesem Wissen und aus diesen Erfahrungen informiert er durch Vorträge, Seminare und Bücher über den Islam, den Koran und die Lebenswelt von Muslimen. Er will ein Vermittler und Brückenbauer sein.
In seinem 2017 erschienenen Buch: Die Schweiz und ihr Geheimnis – Warum dieses Land anders ist zeichnet Beutler etwas von der einzigartigen Entstehung und Geschichte der Schweiz nach. So nannten sich die Urschweizer nicht Schweizer, sondern Eidgenossen, weil sie sich in einem Bund auf Gott beriefen, einander gegen Fremdherrschaft und Unrecht halfen und eigene Streitigkeiten mehrheitlich gütlich zu schlichten versuchten. In diesem Umfeld wuchsen auch aussergewöhnliche Personen heran, von denen Beutler einige porträtiert und deren besonderen Verdienste hervorgehoben hat. Es sind dies Johanna Spyri, Henri Dunant, Heinrich Pestalozzi, Leonhard Euler und weitere Persönlichkeiten und Organisationen aus den letzten Jahrhunderten, die die schweizerische Kultur entscheidend mitgeprägt haben und Menschen auf der ganzen Welt zum Vorbild dienen können.

## Werke
- Zwischen Bomben und Paradies. Muslime verstehen und lieben lernen. Naegeli, Schiers 2006, ISBN 3-907104-17-X.
- Hassen uns die Muslime? Dem Problem der verletzten Herzen auf den Grund gehen. Naegeli, Schiers 2008, ISBN 978-3-907104-22-4.
- Warum gewisse Dinge schief laufen. Hält der Islam, was er verspricht? Naegeli, Schiers 2010, ISBN 978-3-907104-28-6.
- Die Faszination meines Lebens. Wie ich die Wahrheit suchte … und fand. Christliche Verlagsanstalt, Dillenburg 2013, ISBN 978-3-86353-036-5 (Autobiografie).
- Perlen im Koran. Ein Christ entdeckt das Buch der Muslime. Verlag für Theologie und Religionswissenschaften, Nürnberg 2013, ISBN 978-3-941750-05-0.
  - Ce que le Coran dit de Jésus, la Bible, Marie…, Ourania, ISBN 978-2-88913-013-9.
- Ehrenmorde vor unserer Haustür. Brunnen, Giessen 2016, ISBN 978-3-7655-2061-7.
- 99 Überraschungen im Koran. Inspirierendes und Irritierendes – ein Christ betrachtet das Buch des Islam. Gerth Medien, Asslar 2016, ISBN 978-3-95734-127-3.
- Die Schweiz und ihr Geheimnis. Warum dieses Land anders ist, Fontis – Brunnen Basel 2017, ISBN 978-3-03848-111-9.